# Perigordiense Superior
El Perigordiense Superior es una fase de la cultura Perigordiense.
Se caracteriza por las puntas de Font Robert, pedunculadas, y los buriles diminutos de Noailles. En su fase final existen muchas hojas truncadas y bitruncadas. Se encuentran estatuillas de animales de forma tosca, primeras manifestaciones artísticas del hombre, y estatuillas femeninas que representan mujeres obesas, que se ha pretendido frecuentemente asociar a ritos de fertilidad.
Las pinturas se iniciaron en esta época, al principio con representaciones de manos, en negativo (o sea rodeadas de color) o en positivo, y series de puntos; y más tarde series de animales, al principio muy toscos, estilizándose más tarde, y haciéndose policromas, existiendo este tipo de arte también durante el Magdaleniense, que siguió a este periodo. Los animales se representaban de perfil, pero cuernos, orejas y pezuñas se representaban de frente o de tres cuartos.
Se desarrolló principalmente en Francia y Cataluña, en su fase final también en Bélgica y la Zona Cantábrica.
| Predecesor: Solutrense Gravetiense | Culturas de Europa Paleolítico Superior 20000 a. C. — 18000 a. C. | Sucesor: Magdaleniense Epigravetiense |

- Datos: Q6553544